# Liste der Baudenkmäler in Petting
Auf dieser Seite sind die Baudenkmäler in der oberbayerischen Gemeinde Petting zusammengestellt. Diese Tabelle ist eine Teilliste der Liste der Baudenkmäler in Bayern. Grundlage ist die Bayerische Denkmalliste, die auf Basis des Bayerischen Denkmalschutzgesetzes vom 1. Oktober 1973 erstmals erstellt wurde und seither durch das Bayerische Landesamt für Denkmalpflege geführt wird. Die folgenden Angaben ersetzen nicht die rechtsverbindliche Auskunft der Denkmalschutzbehörde.

## Ensembles

### Ensemble Weiler Kirchhof

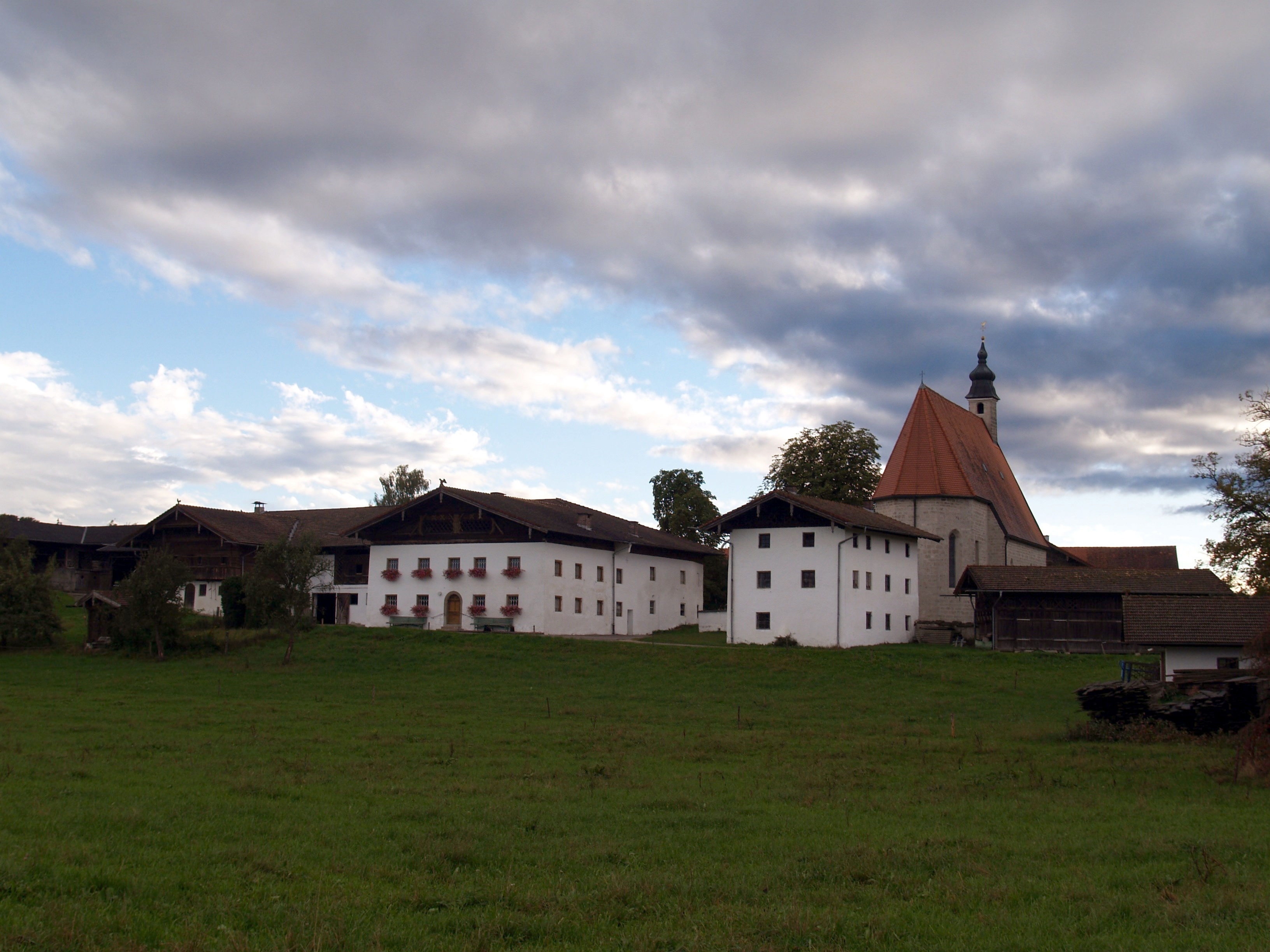

Der Kirchweiler, der auf einer Geländestufe südlich des Achentals gelegen ist, wird überragt von dem charakteristischen Tuffquaderbau der spätgotischen Filialkirche Maria Himmelfahrt. Westlich der mit einer alten, plattengedeckten Mauer umgebenen Kirche liegt Haus Nummer 1 aus Schlacken- und Tuffmauerwerk mit rot bemalten Backsteinschichten, ein für die Region typisches Bauernhaus des frühen 20. Jahrhunderts. Südöstlich befindet sich ein Bauernhof, dessen Haupt- und Austragshaus Blockbau-Kniestock bzw. -Obergeschoss und Laube aufweisen und im Kern aus dem 18. Jahrhundert stammen sowie einem Wasch- und Backhaus der Mitte des 19. Jahrhunderts. Der Weiler wird von Wiesen umgeben. Aktennummer: E-1-89-135-2

## Baudenkmäler nach Ortsteilen

### Petting
| Lage                                      | Objekt                                          | Beschreibung | Akten-Nr.     | Bild                           |
| ----------------------------------------- | ----------------------------------------------- | --- | ------------- | ------------------------------ |
| Hauptstraße 14, Kapellenweg 1 (Standort)  | Katholische Pfarrkirche Sankt Johann der Täufer | Einschiffiger spätgotischer Tuffquaderbau mit nicht eingezogenem Chor, Anfang 16. Jahrhundert, Westturm im Kern romanisch, mit Ausstattung Friedhofsummauerung, im südwestlichen Abschnitt um 1870 neugotisch ergänzt, mit Portalanlage und Wandnischen | D-1-89-135-1  | weitere Bilder                 |
| Hauptstraße 36 (Standort)                 | Gasthaus, ehemals Unterwirt                     | Hauptbau zweigeschossig mit Salzburger Schopfwalmdach, im Kern 17. Jahrhundert, am Türgerüst bezeichnet mit 1890, Ende 19. Jahrhundert durch seitliche Anbauten erweitert                                                                               | D-1-89-135-2  | Gasthaus, ehemals Unterwirt    |
| Hauptstraße 45 (Standort)                 | Bauernhaus                                      | Ehemals Mittertennbau, mit Blockbau-Kniestock und Bundwerkzone im Giebel, erbaut 1824 | D-1-89-135-3  | BW                             |
| Hauptstraße 48, Hauptstraße 50 (Standort) | Kleinhaus                                       | Mit Blockbau-Obergeschoss, giebelseitiger Laube und Giebelbundwerk, 2. Hälfte 18. Jahrhundert | D-1-89-135-4  | weitere Bilder                 |
| Mühlfeld (Standort)                       | Feldkapelle                                     | 1. Hälfte 19. Jahrhundert, westlich des Hofes | D-1-89-135-11 | Feldkapelle                    |
| Seestraße 21 (Standort)                   | Quer angebauter Bundwerkstadel                  | Mit Wagenhütte, Mitte 19. Jahrhundert | D-1-89-135-5  | Quer angebauter Bundwerkstadel |
| Seestraße 24 (Standort)                   | Ehemaliges Bauernhaus                           | Mit Blockbau-Kniestock und Bundwerkgiebel, am First bezeichnet mit 1782 lt. Angabe Ehemaliger Stallstadel mit Bundwerk, Mitte 19. Jahrhundert | D-1-89-135-7  | BW                             |
| Seestraße 27 (Standort)                   | Ehemaliges Bauernhaus                           | Mittertennbau mit jüngerem südlichem Querfirst, Wohnteil mit Blockbau-Obergeschoss, giebelseitiger Laube und Bundwerkzone im Giebel, am Türgerüst bezeichnet mit 1795                                                                                   | D-1-89-135-6  | weitere Bilder                 |
| Seestraße 30 (Standort)                   | Bauernhaus                                      | Mit Blockbau-Kniestock, Bundwerkgiebel, Hochlaube und geschnitzten Pfettenköpfen, um 1830 | D-1-89-135-8  | BW                             |
| Seestraße 31 (Standort)                   | Ehemaliges Bauernhaus                           | Mit Blockbau-Kniestock, Bundwerkgiebel und reich verzierten Pfettenköpfen, Firstpfette bezeichnet mit 1832 | D-1-89-135-9  | Ehemaliges Bauernhaus          |

### Aich
| Lage              | Objekt                | Beschreibung | Akten-Nr.     | Bild |
| ----------------- | --------------------- | --- | ------------- | ---- |
| Aich 6 (Standort) | Ehemaliges Bauernhaus | Mittertennbau mit Putzgliederung und Giebelbundwerk, an der Firstpfette bezeichnet 1812, Türstock und aufgedoppelte Haustür mit Ziernägeln bezeichnet mit 1834 | D-1-89-135-12 | BW   |

### Ammerberg
| Lage                   | Objekt    | Beschreibung | Akten-Nr.     | Bild           |
| ---------------------- | --------- | --- | ------------- | -------------- |
| Ammerberg 1 (Standort) | Bauernhof | Parallelanlage mit jüngerem Verbindungsbau 1934, Wohnhaus zweigeschossig mit Kniestock und Putzgliederung, im Kern wohl 18. Jahrhundert, ausgebaut und überformt 2. Hälfte 19. Jahrhundert und 1928 bezeichnet am Türgerüst, westlich zweigeschossiger Getreidekasten, bezeichnet mit 1741, östlich ehemaliges Backhaus, wohl Anfang 19. Jahrhundert | D-1-89-135-13 | weitere Bilder |

### Brandhofen
| Lage                    | Objekt                                | Beschreibung | Akten-Nr.     | Bild |
| ----------------------- | ------------------------------------- | --- | ------------- | ---- |
| Brandhofen 1 (Standort) | Ehemaliges Bauernhaus                 | Massivbau mit Walmdach und Putzgliederung, nach Brand erneuert Mitte 19. Jahrhundert, am Türgerüst bezeichnet mit 1783 Vorgängerbau                                         | D-1-89-135-16 | BW   |
| Brandhofen 2 (Standort) | Bauernhaus mit beidseitiger Widerkehr | Wohnteil zweigeschossig mit Kniestock, in Schlackensteinmauerwerk mit Sichtziegelelementen, Portal in Jugendstilformen, bezeichnet mit 1908, Giebel- und Hochlaube erneuert | D-1-89-135-68 | BW   |
| Brandhofen 4 (Standort) | Ehemaliges Bauernhaus                 | Wohnteil mit Blockbau-Obergeschoss und Giebelbundwerk, 2. Hälfte 18. Jahrhundert, Lauben erneuert                                                                           | D-1-89-135-17 | BW   |

### Damm
| Lage              | Objekt                   | Beschreibung | Akten-Nr.     | Bild |
| ----------------- | ------------------------ | --- | ------------- | ---- |
| Damm 1 (Standort) | Ehemaliges Seebauernhaus | Mit Blockbau-Kniestock, im Kern zweigeschossiger Blockbau des 17. Jahrhunderts, im 18. und 19. Jahrhundert mehrfach erweitert | D-1-89-135-18 | BW   |

### Dornbach
| Lage                  | Objekt     | Beschreibung                                                          | Akten-Nr.     | Bild |
| --------------------- | ---------- | --------------------------------------------------------------------- | ------------- | ---- |
| Nähe Lehen (Standort) | Wegkapelle | Längsovaler Bau mit Stuckrippen, bezeichnet mit 1703, mit Ausstattung | D-1-89-135-19 | BW   |

### Furt
| Lage              | Objekt      | Beschreibung                    | Akten-Nr.     | Bild |
| ----------------- | ----------- | ------------------------------- | ------------- | ---- |
| Furt 2 (Standort) | Feldkapelle | 1947/48, nördlich der Furtmühle | D-1-89-135-20 | BW   |

### Gallenbach
| Lage                    | Objekt                | Beschreibung | Akten-Nr.     | Bild |
| ----------------------- | --------------------- | --- | ------------- | ---- |
| Gallenbach 2 (Standort) | Ehemaliges Bauernhaus | Mittertennbau mit gewölbtem Stallteil, Wohnteil mit Blockbau-Obergeschoss, im Kern 1. Hälfte 18. Jahrhundert, Umbauten im 19. und 20. Jahrhundert, erneuert ab 2000. | D-1-89-135-21 | BW   |

### Hohenlohe
| Lage                 | Objekt     | Beschreibung                                     | Akten-Nr.     | Bild |
| -------------------- | ---------- | ------------------------------------------------ | ------------- | ---- |
| Hohenlohe (Standort) | Wegkapelle | Kleiner Satteldachbau, 2. Hälfte 19. Jahrhundert | D-1-89-135-54 | BW   |

### Kirchberg
| Lage                   | Objekt                              | Beschreibung | Akten-Nr.     | Bild           |
| ---------------------- | ----------------------------------- | --- | ------------- | -------------- |
| Kirchberg 4 (Standort) | Katholische Kirche Sankt Margaretha | Einschiffiger spätgotischer Tuffquaderbau mit nicht eingezogenem Chor, 1. Hälfte 15. Jahrhundert, mit Ausstattung | D-1-89-135-22 | weitere Bilder |
| Kirchberg 5 (Standort) | Stattliches Bauernhaus              | Massiver Wohnteil mit Bundwerk im Giebel und am Kniestock, Firstpfette bezeichnet mit 1836                        | D-1-89-135-23 | BW             |

### Kirchhof
| Lage                           | Objekt                                     | Beschreibung | Akten-Nr.     | Bild           |
| ------------------------------ | ------------------------------------------ | --- | ------------- | -------------- |
| Kirchhof 1 (Standort)          | Bauernhaus                                 | Mit beidseitiger Widerkehr, Wohnteil zweigeschossig mit Kniestock, Schlackenmauerwerk mit Ziegelgliederung, am Türgewände bezeichnet mit 1907 | D-1-89-135-26 | weitere Bilder |
| Kirchhof 3 (Standort)          | Katholische Filialkirche Maria Himmelfahrt | Einschiffiger Tuffquaderbau mit eingezogenem Chor und Dachreiter, spätgotisch, um 1420/30, mit Ausstattung | D-1-89-135-24 | weitere Bilder |
| Kirchhof 3, 5 (Standort)       | Kirchhofmauer                              | Niedrige Mauer, mit Sandsteinplatten gedeckt, 17./18. Jahrhundert | D-1-89-135-25 | Kirchhofmauer  |
| Kirchhof 3, 4 und 5 (Standort) | Bauernhof                                  | Dreiseitanlage, Hauptbau Nr. 5 zweigeschossig mit Blockbau-Kniestock, Gesamterscheinung 2. Hälfte 19. Jahrhundert, im Kern barock, Türgewände bezeichnet mit 1763 Austragshaus Nr. 4, mit Blockbau-Obergeschoss und Giebellaube, am Türgerüst bezeichnet mit 1722, im Kern wohl älter Nördlich Wasch- und Backhaus, dreigeschossig, 1856 erbaut | D-1-89-135-27 | weitere Bilder |

### Koppelstadt
| Lage                     | Objekt                | Beschreibung                                                                           | Akten-Nr.     | Bild |
| ------------------------ | --------------------- | -------------------------------------------------------------------------------------- | ------------- | ---- |
| Koppelstadt 1 (Standort) | Ehemaliges Bauernhaus | Mit jüngerer Widerkehr, Wohnteil mit Blockbau-Obergeschoss und Giebelbundwerk, um 1800 | D-1-89-135-28 | BW   |

### Kühnhausen
| Lage                       | Objekt                                    | Beschreibung                                                                                              | Akten-Nr.     | Bild |
| -------------------------- | ----------------------------------------- | --- | ------------- | ---- |
| Nußbaumstraße 6 (Standort) | Zugehörig zweigeschossiger Getreidekasten | Zugehörig zweigeschossiger Getreidekasten, wohl spätes 18. Jahrhundert, in Überbau, Mitte 19. Jahrhundert | D-1-89-135-29 | BW   |

### Lehen
| Lage                   | Objekt     | Beschreibung                                                         | Akten-Nr.     | Bild |
| ---------------------- | ---------- | -------------------------------------------------------------------- | ------------- | ---- |
| Kirchenfeld (Standort) | Wegkapelle | 2. Hälfte 19. Jahrhundert, mit Ausstattung, nordwestlich am Ortsrand | D-1-89-135-30 | BW   |

### Moritz
| Lage                | Objekt     | Beschreibung | Akten-Nr.     | Bild |
| ------------------- | ---------- | --- | ------------- | ---- |
| Moritz 1 (Standort) | Bauernhaus | Mit Widerkehr, Wohnteil mit Blockbau-Obergeschoss und reduzierter Giebellaube, im Kern 18. Jahrhundert, um 1850 um Kniestock erhöht | D-1-89-135-33 | BW   |

### Mörnberg
| Lage                  | Objekt                                   | Beschreibung                                                                               | Akten-Nr.     | Bild |
| --------------------- | ---------------------------------------- | ------------------------------------------------------------------------------------------ | ------------- | ---- |
| Mörnberg 3 (Standort) | Zugehörig eingeschossiger Getreidekasten | Mit Außenbemalung und Kerbschnittzier, bezeichnet mit 1737, integriert in jüngeren Überbau | D-1-89-135-32 | BW   |

### Musbach
| Lage                 | Objekt    | Beschreibung                                                                                             | Akten-Nr.     | Bild      |
| -------------------- | --------- | --- | ------------- | --------- |
| Musbach 1 (Standort) | Feldkreuz | Mit gestufter Verdachung und Figurengruppe, Achthaler Eisenguss, um 1900, südöstlich oberhalb der Mühle. | D-1-89-135-69 | Feldkreuz |

### Neuhaus
| Lage                 | Objekt                | Beschreibung                                                               | Akten-Nr.     | Bild |
| -------------------- | --------------------- | -------------------------------------------------------------------------- | ------------- | ---- |
| Neuhaus 8 (Standort) | Ehemaliges Bauernhaus | Zweigeschossiger verputzter Blockbau mit erneuerter Hochlaube, erbaut 1765 | D-1-89-135-37 | BW   |

### Neukrämer
| Lage                   | Objekt                | Beschreibung | Akten-Nr.     | Bild |
| ---------------------- | --------------------- | --- | ------------- | ---- |
| Neukrämer 1 (Standort) | Ehemaliges Bauernhaus | Im sogenannten Salzburger Stil mit Schopfwalmdach, Wohnteil massiv mit erneuerter Hochlaube, Türgewände bezeichnet mit 1814 Ehemaliger Wirtschaftsteil in den 1990er Jahren profilgleich für Wohnnutzung ersetzt | D-1-89-135-38 | BW   |

### Reuten
| Lage                | Objekt                | Beschreibung | Akten-Nr.     | Bild |
| ------------------- | --------------------- | --- | ------------- | ---- |
| Reuten 5 (Standort) | Ehemaliges Bauernhaus | Mit Blockbau-Obergeschoss und Giebellaube, im Kern nach Mitte 17. Jahrhundert, Haustür bezeichnet mit 1792, südliche Widerkehr mit Stall 19. Jahrhundert | D-1-89-135-39 | BW   |

### Ringham
| Lage                         | Objekt                                        | Beschreibung | Akten-Nr.     | Bild |
| ---------------------------- | --------------------------------------------- | --- | ------------- | ---- |
| Angerweg 6 (Standort)        | Zweigeschossiger Getreidekasten               | 2. Hälfte 16. Jahrhundert, unter stattlichem Überbau mit Giebelbundwerk, bezeichnet mit 1818 | D-1-89-135-40 | BW   |
| Angerweg 12 (Standort)       | Bauernhaus                                    | Ehemaliger Mittertennbau, Wohnteil mit Blockbau-Obergeschoss, Anfang 19. Jahrhundert, Bundwerk an Giebel und Kniestock erneuert | D-1-89-135-41 | BW   |
| Kainzanderlweg 2 (Standort)  | Bauernhaus                                    | Mittertennbau mit Hakenschopf, Wohnteil unverputzter Tuffsteinbau mit hohem Kniestock und Giebel-Bundwerkzone, auf Haustafel bezeichnet mit 1845 | D-1-89-135-42 | BW   |
| Oberdorfstraße 7 (Standort)  | Bauernhaus                                    | Mit jüngerer beidseitiger Widerkehr, Wohnteil zweigeschossiger Tuffsteinbau mit Blockbau-Kniestock, Giebelbundwerk und Hochlaube, an Firstpfette und Türgewände bezeichnet mit 1838                                                                                      | D-1-89-135-43 | BW   |
| Oberdorfstraße 14 (Standort) | Bauernhaus                                    | Mittertennbau mit beidseitiger jüngerer Widerkehr, Wohnteil aus Schlackenstein-Mischmauerwerk, zweigeschossig mit Kniestock und Hochlaube, am Tennentor Zimmermannsspruch, bezeichnet 1867, zugehörig kleiner zweigeschossiger Getreidekasten, wohl Ende 16. Jahrhundert | D-1-89-135-44 | BW   |
| Unterdorfstraße 3 (Standort) | Kleiner, wieder aufgestellter Getreidekasten, | 1. Hälfte 18. Jahrhundert, im Garten am Ottenweg | D-1-89-135-45 | BW   |

### Schönram
| Lage                            | Objekt                                          | Beschreibung | Akten-Nr.     | Bild              |
| ------------------------------- | ----------------------------------------------- | --- | ------------- | ----------------- |
| Salzburger Straße 10 (Standort) | Brauerei-Gasthaus                               | Stattlicher dreigeschossiger Bau mit Schopfwalmdach, am Türgerüst bezeichnet mit 1865, im Kern wohl älter, quer angeschlossen dreischiffige ehemalige Stallanlage heute Saalbau, im Hof zurückgesetzt Sudhaus- und Lagergebäude, mit Schopfwalmdach und Putzgliederung, 2. Hälfte 19. Jahrhundert | D-1-89-135-50 | Brauerei-Gasthaus |
| Salzburger Straße 11 (Standort) | Katholische Filialkirche Sieben Schmerzen Mariä | Gegliederter Sichtziegelbau mit Dachreiter, erbaut als Privatkapelle 1852, mit Ausstattung | D-1-89-135-48 | weitere Bilder    |
| Salzburger Straße 13 (Standort) | Kleinhaus                                       | Verkleideter bzw. verputzter Blockbau mit weit vorkragendem Flachsatteldach, Kern 18. Jahrhundert | D-1-89-135-51 | BW                |
| Salzburger Straße 18 (Standort) | Kleinhaus                                       | Mit ornamental gesägtem Brettergiebel und Flachsatteldach, 1. Drittel 19. Jahrhundert | D-1-89-135-52 | Kleinhaus         |

### Seehaus
| Lage                 | Objekt          | Beschreibung | Akten-Nr.     | Bild           |
| -------------------- | --------------- | --- | ------------- | -------------- |
| Seehaus 1 (Standort) | Schloss Seehaus | Als burgartiger Amts- und Gerichtssitz wohl im 15. Jahrhundert errichtet, Hauptbau zweigeschossig mit Mezzanin und Walmdach, im späten 17. Jahrhundert umgebaut und Ende 18. Jahrhundert erneuert, gotische Hauskapelle, um 1500, Rückgebäude, Ende 15. Jahrhundert, im Kern wohl noch Anfang 15. Jahrhundert, mit Ausstattung | D-1-89-135-53 | weitere Bilder |

### Seeschneider
| Lage                      | Objekt                       | Beschreibung          | Akten-Nr.     | Bild |
| ------------------------- | ---------------------------- | --------------------- | ------------- | ---- |
| Seeschneider 1 (Standort) | Hofkapelle mit Lourdesgrotte | 1819, mit Ausstattung | D-1-89-135-36 | BW   |

### Stötten
| Lage                 | Objekt                                | Beschreibung        | Akten-Nr.     | Bild |
| -------------------- | ------------------------------------- | ------------------- | ------------- | ---- |
| Stötten 2 (Standort) | Zugehörig kleines massives Brechelbad | 18./19. Jahrhundert | D-1-89-135-56 | BW   |

### Streulach
| Lage                    | Objekt     | Beschreibung | Akten-Nr.     | Bild           |
| ----------------------- | ---------- | --- | ------------- | -------------- |
| In Streulach (Standort) | Kapelle    | Neugotisch, am Chorgitter bezeichnet mit 1849, mit Ausstattung                                                                                | D-1-89-135-58 | weitere Bilder |
| Streulach 2 (Standort)  | Bauernhaus | Mittertennbau mit südlichem Querfirst, Wohnteil im Kern 18. Jahrhundert, am Türgerüst bezeichnet mit 1755, Kniestock und Dach 19. Jahrhundert | D-1-89-135-57 | Bauernhaus     |

### Teichting
| Lage                   | Objekt                        | Beschreibung | Akten-Nr.     | Bild                     |
| ---------------------- | ----------------------------- | --- | ------------- | ------------------------ |
| Teichting 1 (Standort) | Bauernhaus                    | Zweigeschossiger Wohnteil aus unverputztem Mischmauerwerk mit Bundwerk-Kniestock und zweizonigem Giebelbundwerk und Bundwerk-Kniestock, erbaut 1812, Türsturz bezeichnet mit 1856 Nördlich ehemaliges Bauernhaus, Reste des zweigeschossigen Blockbaus, wohl 2. Hälfte 17. Jahrhundert, in jüngerem Stadelbau integriert | D-1-89-135-60 | BW                       |
| Teichting 5 (Standort) | Ortskapelle                   | Erbaut 1864, mit Ausstattung | D-1-89-135-59 | weitere Bilder           |
| Teichting 5 (Standort) | Bauernhaus mit Widerkehr      | Zweigeschossiger massiver Wohnteil mit Bundwerk-Kniestock und Giebelbundwerk, am Türgerüst bezeichnet mit 1811 | D-1-89-135-63 | Bauernhaus mit Widerkehr |
| Teichting 6 (Standort) | Bauernhaus mit Giebelbundwerk | Erbaut 1793, am Bundwerk ehemals bezeichnet mit 1855 | D-1-89-135-62 | BW                       |
| Teichting 7 (Standort) | Bauernhaus                    | Mittertennbau mit Hakenschopf, Wohnteil verputzter Blockbau, im Kern Mitte 17. Jahrhundert | D-1-89-135-64 | BW                       |

### Walchen
| Lage                 | Objekt                                   | Beschreibung                                                | Akten-Nr.     | Bild |
| -------------------- | ---------------------------------------- | ----------------------------------------------------------- | ------------- | ---- |
| Walchen 2 (Standort) | Zugehörig eingeschossiger Getreidekasten | Bezeichnet mit 1681                                         | D-1-89-135-70 | BW   |
| Walchen 3 (Standort) | Ehemaliges Zuhaus                        | Mit Blockbau-Obergeschoss, am Türgerüst bezeichnet mit 1756 | D-1-89-135-65 | BW   |

### Zentern
| Lage                 | Objekt     | Beschreibung | Akten-Nr.     | Bild |
| -------------------- | ---------- | --- | ------------- | ---- |
| Zentern 1 (Standort) | Bauernhaus | Mit Blockbau-Obergeschoss, Laube und Giebelbundwerk, am Türblatt bezeichnet mit 1729, frei stehender Getreidekasten, bezeichnet mit 1738 | D-1-89-135-67 | BW   |

## Ehemalige Baudenkmäler
In diesem Abschnitt sind Objekte aufgeführt, die früher einmal in der Denkmalliste eingetragen waren, jetzt aber nicht mehr. Objekte, die in anderem Zusammenhang also z. B. als Teil eines Baudenkmals weiter eingetragen sind, sollen hier nicht aufgeführt werden. Aktennummern in diesem Abschnitt sind ehemalige, jetzt nicht mehr gültige Aktennummern.

| Lage                                  | Objekt                                      | Beschreibung | Akten-Nr.     | Bild |
| ------------------------------------- | ------------------------------------------- | --- | ------------- | ---- |
| Petting Seestraße 43 ()               | Bauernhaus                                  | zweieinhalbgeschossig, mit doppelter Wiederkehr, bezeichnet mit 1852                                                                          |               |      |
| Aring Aring 2 ()                      | Einfirsthof                                 | mit Hakenschopf und Giebelbundwerk, Brockenmauerwerk, Anfang 19. Jahrhundert                                                                  |               |      |
| Bildhauer Bildhauer 1 ()              | Hofkapelle                                  | groß, wohl noch 1. Hälfte 18. Jahrhundert; mit Ausstattung                                                                                    |               |      |
| Mörnberg Mörnberg 1 ()                | Ehemaliges Zuhaus                           | aus Schlackenmauerwerk mit Ziegelgiebel, bezeichnet mit 1893                                                                                  |               |      |
| Musbach Musbach 1 ()                  | Wohnhaus (ehemaliges Mühlgebäude),          | bezeichnet mit 1769. Anbau, wohl noch 18. Jahrhundert                                                                                         |               |      |
| Ringham Unterdorfstraße 11 (Standort) | Kleinbauernhaus (Mittertennbau)             | aus Schlackensteinen, mit Fenstergittern, um 1835/50                                                                                          |               | BW   |
| Ringham Unterdorfstraße 13 (Standort) | Ehemaliges Bauernhaus                       | Wohnteil mit zum Teil verschaltem Blockbau-Obergeschoss und Feldsteinmauerwerk unter der Laube, im Kern 2. Hälfte 16. Jahrhundert             |               | BW   |
| Schönram Bräuweg 2 (Standort)         | Bauernhaus                                  | Mittertennbau, Wohnteil mit Blockbau-Obergeschoss und Giebellaube Fragment, wohl 2. Hälfte 18. Jahrhundert, am Türgewände bezeichnet mit 1801 | D-1-89-135-49 | BW   |
| Seeschneider Seeschneider 1 ()        | Wohnhaus, sogenanntes "Seeschneideranwesen" | mit Krüppelwalmdach im Salzburger Stil, Anfang 19. Jahrhundert                                                                                |               |      |
| Stötten Stötten 1, 1 a ()             | großer Flachdach-Schupfen                   | mit Brechelbad, wohl 1. Hälfte 19. Jahrhundert                                                                                                |               |      |
| Wimm Wimm 1 ()                        | Bauernhaus                                  | 1. Hälfte 19. Jahrhundert |               |      |